# کاروال (کلرادو)
کاروال (به انگلیسی: Karval) یک منطقهٔ مسکونی در ایالات متحده آمریکا است که در شهرستان لینکلن، کلرادو واقع شده‌است. کاروال ۱٬۵۵۹ متر بالاتر از سطح دریا واقع شده‌است.